# Palazzo Cardelli

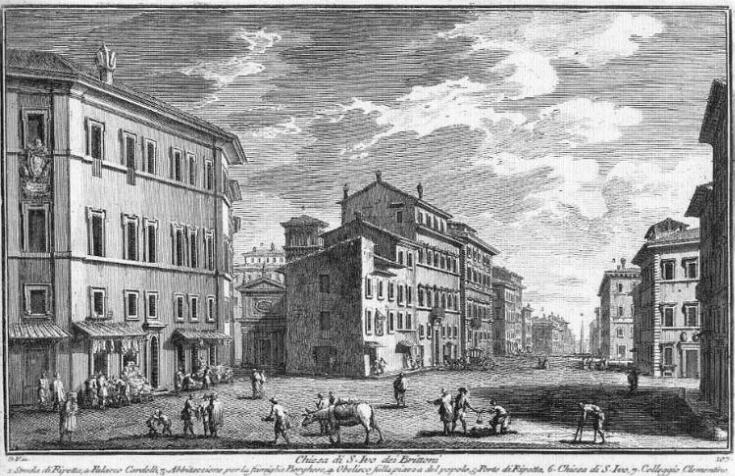
Nesta gravura de Giuseppe Vasi (1756), a via em destaque é a Via della Scrofa (que se transforma mais adiante em Via di Ripetta depois do Palazzo Cardelli, o palácio é primeiro à direita da via, com o portal bem de frente. Logo depois dele está o vizinho Palazzo della Famiglia Borghese.

Palazzo Cardelli é um palácio renascentista localizado na esquina da Via della Scrofa com a Piazza Cardelli, no rione Campo Marzio de Roma.

## História
A fachada principal do Palazzo Cardelli fica de frente para a homônima Piazza Cardelli, situada entre a Via della Scrofa a Via di Pallacorda, onde está, no número 4, um belo portal. Em 1516, o secretário apostólico Jacopo Cardelli da Imola, um amigo do cardeal Raffaele Riario, sobrinho do papa Sisto V e secretário do papa Leão X, adquiriu um complexo de casas e terrenos nesta região do Campo de Marte e, depois de demolir tudo, contratou a obra provavelmente do arquiteto Pierino de Gennaris da Caravaggio para que fossem construídos dois palácios, o conhecido como "Domus Magna" (o atual Palazzo Cardelli) e um outro utilizado para funções oficiais, ou seja, uma casa anexa para realização de festas e banquetes chamada "Palatium" (que, mais tarde, passou a ser denominado Palazzo di Firenze).
No final do século XVI, o filho de Jacopo, Alessandro, contratou a transformação da fachada da Domus Magna a Francesco Capriani da Volterra e, depois que ele morreu, a Gaspare Guerra, que completou a parte anterior do edifício; a posterior foi realizada por Francesco Peparelli entre 1630 e 1639, que realizou também a magnífica escadaria: foi somente aí que a Domus Magna pôde ser considerada pronta. Em 1643, ocorreu o casamento entre Carlo Cardelli e Alessandra Falconieri e, na mesma ocasião, o palácio passou por diversas obras para torná-lo mais belo, como relembram as inscrições de CAROLUS CARDELLUS nas arquitraves acima das portas e, sobretudo, pelo raro jardim suspenso, constituído por um terraço decorado em estuques, com balaustrada e nichos, no maior dos quais está uma bela escultura em estuque representando Apolo, obra de Pietro Paolo Naldini.
Em 1889, Alessandro Cardelli ordenou a demolição da casa que completava o quarteirão de frente para Via del Clementina na esquina com a Via della Scrofa e ali mandou construir uma nova ala, encomendando a obra ao arquiteto Mariano Raffaelli. O edifício atual, onde os Cardelli ainda vivem, é, portanto, o resultado de cinco séculos de aquisições e modificações. Contudo, a propriedade de Jacopo Cardelli incluía um edifício vizinho que acabou sendo vendido para Balduino del Monte, irmão do papa Júlio III.

## Descrição
A fachada de frente para a Piazza Cardelli se abre num portal arquitravado descentralizado flanqueado por janelas também arquitravadas e gradeadas. Os pisos seguintes são separados por cornijas marcapiano sobre as quais se apoiam as janelas, arquitravadas no segundo piso e apenas emolduradas no segundo. O beiral é muito rico com uma cornija com a base decorada com os símbolos heráldicos da família Cardelli, cardos e lírios. Um ático que serve como terceiro piso termina numa bela balaustrada coroando o edifício foi construído em 1925.
A fachada construída por ordem de por Alessandro Cardelli na Via del Clementino é quase uma cópia da fachada do antigo palácio (apesar de bem distinguível): as janelas do primeiro e do segundo piso lembram perfeitamente a forma e a decoração das janelas mais antigas, assim como o beiral, a cornija superior e as marcapiano. A diferença está na primeira delas, em cujo interior está a seguinte inscrição: "ALEXANDER CARDELLIUS COMES AVITAS AEDES NOVARUM ACCESSIONE APMLIFICAVIT AN MDCCCLXXXIX" ("Alessandro Cardelli ampliou a antiga [e] gentil casa com a anexação de [uma] nova no ano de 1889"). A outra novidade é o piso térreo, pois nesta fachada se abrem portas para lojas no lugar das janelas gradeadas da fachada na Piazza Cardelli e o portal, no número 94, não se parece com o portal original: ele se parece mais ser uma abertura de loja adaptada como entrada ao passo que a abertura comercial situada no número 3 da Via della Scrofa (hoje pertencente a um estabelecimento particular) é bem parecida com o original, de onde se pode inferir que ali era antigamente a entrada.
Diversos artistas trabalharam na decoração do palácio ao longo dos séculos, incluindo Andrea Pallombo, Francesco Allegrini, Gaspard Dughet, Giovanni Battista Mondanino, Tommaso Minardi e Il Mondanino.